# Kudurru

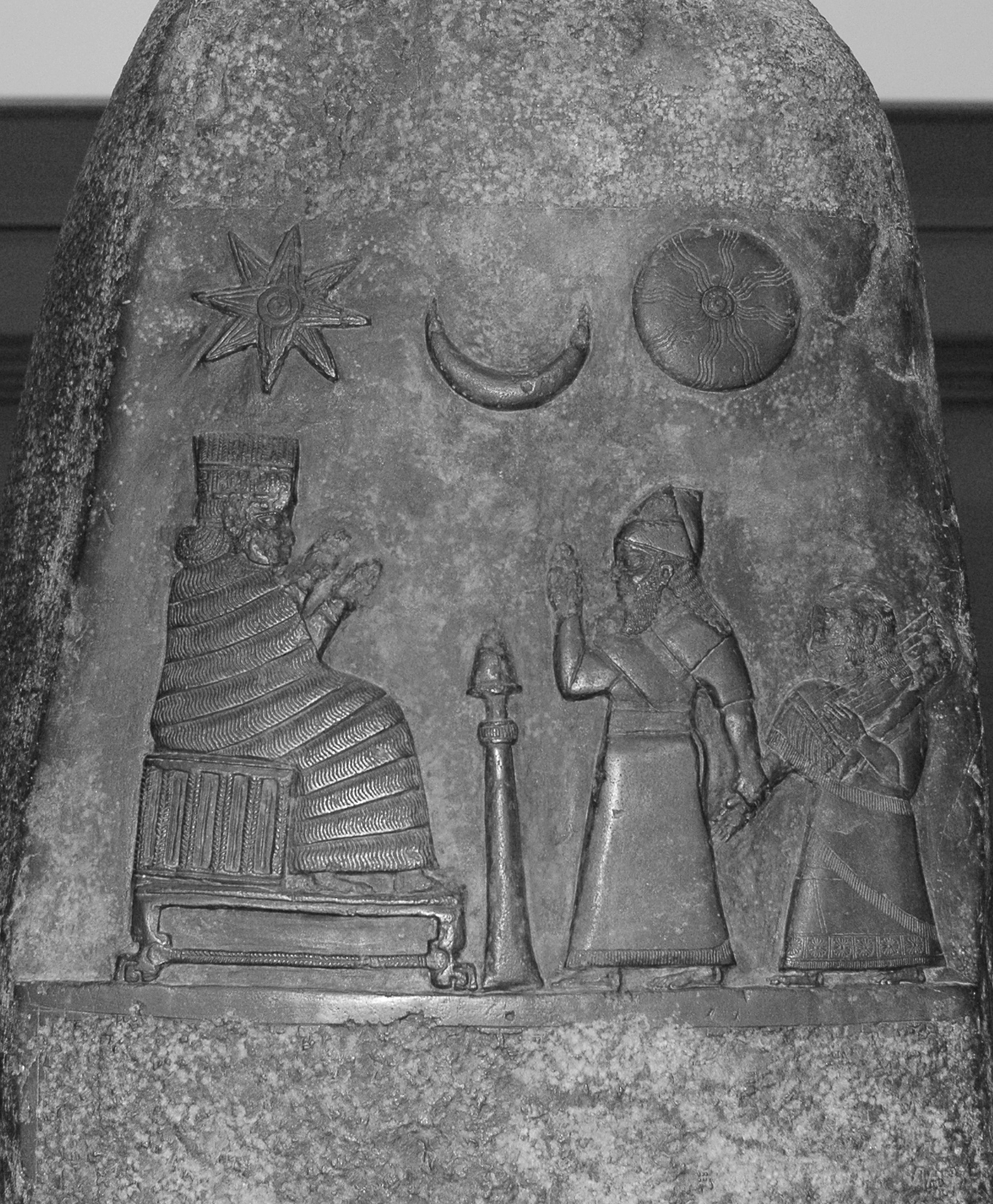
Kudurru z czasów panowania władcy kasyckiego Meli-Szipaka (1188-1174 p.n.e.)

Kudurru (akad. kamień graniczny, stela graniczna) – w starożytnej Mezopotamii stela kamienna ozdobiona reliefem w kompozycji pasowej (sceny figuralne, przedstawienia symboliczne), niekiedy z napisami w piśmie klinowym o wysokości do 1 m, będąca świadectwem nadania przez władcę majątku ziemskiego. Znana od III tysiąclecia p.n.e., powszechna w okresie panowania Kasytów.
Kudurru zazwyczaj przechowywane było w świątyni, a właściciel otrzymywał kopię na glinianej tabliczce. Stałym elementem płyty było umieszczenie imienia darczyńcy i obdarowanego, a także odwołanie się do bogów. Kudurru były dokumentami poświadczającymi królewskie nadania ziemi członkom rodziny królewskiej oraz dworskim dostojnikom w okresie panowania w Babilonii dynastii kasyckiej w drugiej połowie II tysiąclecia p.n.e. Tekst wyryty na obiekcie powtarzał treść oryginalnego dokumentu nadania ziemi zapisywanego na opieczętowanej glinianej tabliczce. 
Określenie „kamień graniczny” pochodzi stąd, że w tekście podawano dokładne wymiary i lokalizację nadanego gruntu. W dalszej części zawierano zaklęcia skierowane do różnych bogów, by srodze ukarały tego, kto chciałby zniszczyć ten dokument lub zmienić granice darowizny. Istotnym elementem każdego kudurru jest bogaty zestaw przedstawień symboli bóstw wyobrażonych w kilku rejestrach kompozycji pasowej. Wyobrażone bóstwa miały też chronić zarówno darowiznę, jak i samo kudurru; przedstawione na steli zasadniczo różniły się od wymienionych w tekście.